# Komine Takayuki
Takayuki Komine (sinh ngày 25 tháng 4 năm 1974) là một cầu thủ bóng đá người Nhật Bản.

## Sự nghiệp câu lạc bộ
Takayuki Komine đã từng chơi cho FC Tokyo, Vegalta Sendai, Kashiwa Reysol, Tokushima Vortis và FC Gifu.